# دونالد ویل داگلاس جونیور
دونالد ویل داگلاس جونیور (انگلیسی: Donald Wills Douglas Jr.; ۳ ژوئیهٔ ۱۹۱۷ – ۳ اکتبر ۲۰۰۴) قایقران قایق بادبانی اهل ایالات متحده آمریکا بود.